# Neuvic (Dordoña)
Neuvic es una comuna francesa situada en el departamento de Dordoña, en la región de Nueva Aquitania.

## Demografía
| 2668 | 2669 | 2880 | 2782 | 2737 | 3315 | 3640 |
| Para los censos de 1962 a 1999 la población legal corresponde a la población sin duplicidades (Fuente: INSEE [Consultar]) |      |      |      |      |      |      |